# Bombardement de l'église de Navaly
Le bombardement de l'église Saint-Pierre-et-Saint-Paul de Navaly (en tamoul : நவாலி தேவாலயத் தாக்குதல்), dans la péninsule de Jaffna, est perpétré par l'Armée de l'air sri-lankaise le 9 juillet 1995 pendant la guerre civile du Sri Lanka. Il tue 125 personnes (hommes, femmes et enfants) qui s'étaient réfugiées dans l'église pour fuir les combats,.

## Contexte
Ce bombardement est réalisé pendant une offensive menée par l'Armée sri-lankaise en vue de reprendre la péninsule de Jaffna, au cours de la guerre civile. Cette offensive se caractérise par de puissants tirs d'obus et bombardements aériens. Afin d'éviter les pertes civiles, l'Armée diffuse des tracts demandant à la population civile tamoule de se réfugier dans les lieux de culte. Ainsi, plusieurs centaines de civils prennent refuge dans l'église du village de Navaly (ou Navali) et à proximité immédiate de l'édifice.

## Bombardement
En l'après-midi du 9 juillet 1995, l'église Saint-Pierre-et-Saint-Paul de Navaly est bombardée par un avion de l'armée sri-lankaise.
Selon Daya Somasundaram, professeur à l'université d'Adélaïde, l'église se trouvait loin du lieu des combats. Il décrit cette attaque comme un crime de guerre commis par l'Armée de l'air sri-lankaise.

## Premiers rapports
L'événement est rapporté en premier lieu par le Comité international de la Croix-Rouge (CICR), qui est la seule organisation d'aide humanitaire présente dans les zones de peuplement tamoules. Le CICR évacue de nombreux blessés en ambulance vers le centre hospitalier universitaire de Jaffna (en).
Sur le coup, le bombardement tue 65 personnes et en blesse 150 autres, dont beaucoup de femmes et d'enfants. Le bilan grimpe à 125 morts après que de nombreuses victimes ont succombé à leurs blessures, l'hôpital de Jaffna n'étant pas en mesure de gérer un tel afflux de victimes[réf. nécessaire].

## Conséquences immédiates
Au départ, le gouvernement sri-lankais nie avoir eu connaissance du bombardement. Plus tard, il affirme que les dégâts ont pu être causés par des mortiers des Tigres tamouls. Le commandant de l'Armée de l'air sri-lankaise (en) déclare que son armée a bombardé des camions ou des stocks souterrains de munitions, et que les pertes civiles ont été engendrées par des explosions secondaires de dépôts souterrains de munitions des Tigres tamouls. Cependant, dans un rapport publié plus tard, le directeur du Comité international de la Croix-Rouge au Sri Lanka, Marco Altherr, indique que des bombes sont tombées sur l'église ou ses environs ; cette version est corroborée par plusieurs témoignages de civils, dont celui du prêtre d'une église voisine. Le gouvernement accepte finalement d'ouvrir une enquête sur l'événement,.
La Croix-Rouge lance un mouvement de protestation à la suite du bombardement. Mais les protestataires sont convoqués au Bureau des affaires étrangères, qui leur demande de cesser le mouvement. Le mouvement prend fin.

## Enquête publique
Le 11 juillet, le président sri-lankais Chandrika Kumaratunga exprime dans un communiqué son « regret des pertes humaines » et ordonne une enquête sur le bombardement. Le 18 juillet, l'enquête confirme que l'église de Navaly a été sévèrement endommagée, mais ne peut pas confirmer l'origine des bombes qui ont détruit l'édifice.